# Cleyzieu

Cleyzieu este o comună în departamentul Ain din estul Franței.